# شهرداری پلیفلیا
شهرداری پلیفلیا (به لاتین: Pljevlja Municipality) یک شهرداری است که در مونته‌نگرو واقع شده‌است. شهرداری پلیفلیا ۱٬۳۴۶ کیلومتر مربع مساحت و ۳۰٬۷۸۶ نفر جمعیت دارد.